# Caripe (Bolivia)
Caripe es una localidad de Bolivia, ubicada en las tierras altas del país. Administrativamente, se encuentra en el municipio de Curahuara de Carangas de la provincia de Sajama en el departamento de Oruro.
Caripe se encuentra a una altitud de 4191 m s.n.m., a 25 kilómetros de la frontera con Chile y a 12 kilómetros al noreste del nevado Sajama, que, con 6542 m s.n.m., es la montaña más alta de Bolivia. Caripe se encuentra en la margen izquierda del río Tomarapi, cuyas aguas nacen en la laguna Huana Kkota unos kilómetros al norte del Sajama, y más al sur se une al río Lauca a través el río Cosapa y desemboca en el Salar de Coipasa.
La comunidad se destaca por estar dentro del Parque nacional Sajama, que es el área protegida más antigua de Bolivia. Cerca de la comunidad de Caripe se han implementado emprendimientos turísticos como el Albergue Tomarapi por la empresa comunitaria Ecoturismo Tomarapi SRL y aguas termales a cargo de la Empresa Comunal Wayna Sajama.

## Geografía
Caripe está ubicado en el Altiplano boliviano, en las laderas orientales de la Cordillera Occidental, perteneciente a la cordillera de los Andes. Al sur de la comunidad se encuentran unos bofedales, con pastos que son usados por los camélidos como alimento. La región tiene un clima diurno típico, en el que la variación media de las temperaturas diarias es mayor que la variación estacional media.
La temperatura media anual de la región es de alrededor de 5 °C, la precipitación anual es de sólo alrededor de 200 mm. Las temperaturas medias mensuales varían ligeramente entre 1 °C en junio/julio y unos buenos 6 °C de noviembre a marzo. La precipitación mensual es inferior a 10 mm de abril a octubre y alcanza su máximo en los meses de diciembre a marzo.

## Transporte
Caripe se encuentra a 219 km por carretera al oeste de Oruro, capital del departamento homónimo.
Desde Oruro, la carretera nacional de tierra Ruta 31 se dirige hacia el oeste por La Joya hasta Curahuara de Carangas. Se encuentra con la Ruta 4 a 5 km al norte de Curahuara de Carangas, que viene desde Patacamaya, a 96 kilómetros, a medio camino entre la sede del gobierno de La Paz y Oruro. Desde Curahuara, la Ruta 4 se dirige al suroeste por 93 km hasta Tambo Quemado en la frontera con Chile.
Luego de la intersección de la Ruta 31 y la Ruta 4, el camino discurre por el margen derecho del río Pastara hasta que, luego de 22 km, un camino vecinal sin pavimentar se bifurca a la derecha hacia Caripe y luego de otros 27 km se llega al pueblo. Luego, el camino continúa hacia el oeste pasando la laguna Huana Kkota y el pueblo de Sajama hasta Tambo Quemado.

## Demografía
La población de la localidad ha aumentado varias veces en las últimas dos décadas:
| Año  | Habitantes | Fuente |
| ---- | ---------- | ------ |
| 2001 | 50         | Censo  |
| 2012 | 134        | Censo  |

Debido al desarrollo poblacional histórico, la región tiene una alta proporción de población aimara, ya que en el municipio de Curahuara de Carangas el 83,7 % de la población habla aimara. 